# Сесілія Пейн-Гапошкіна
Сесілія Гелена Пейн-Гапошкіна (англ. Cecilia Helena Payne-Gaposchkin; 1900—1979) — британсько-американська астрономка й астрофізикиня. У своїй дисертації доктора філософії 1925 року вона припустила, що зорі складаються переважно з водню та гелію. Цей революційний результат спочатку відкинули провідні тогочасні астрофізики, які вважали хімічний склад Сонця подібним до земного, проте подальші дослідження зрештою довели її правоту. Інші її важливі роботи стосувались змінних зір та використання яскравих зір для визначення структури Галактики.
Наукова кар'єра Пейн-Гапошкіної стала важливою віхою на шляху до рівноправ'я жінок в астрономічній науковій спільноті. Закінчивши навчання в Кембриджі, вона через свою стать не змогла здобути диплом, однак згодом в Гарварді стала першою жінкою, яка здобула звання професора й очолила кафедру. Науковиця також стала першою лауреаткою премії Енні Джамп Кеннон, яку Американське астрономічне товариство від 1934 року присуджує жінкам-астрономкам на початку наукової кар'єри.
Народившись у Великій Британії, Пейн-Гапошкіна мусила переїхати до США, бо тільки там бачила можливість зробити кар'єру астронома. Її подвійне прізвище пов'язане з тим, що вона, уроджена Пейн, одружилась з астрофізиком Сергієм Гапошкіним, уродженцем Євпаторії, який емігрував до США. Ряд наукових досліджень подружжя виконало разом. 

## Біографія

### Ранні роки
Сесілія Гелена Пейн народилась в Англії в селищі Вендовер графства Бакінгемшир. Вона була однією з трьох дітей Емми Леонори Гелени Пейн (уродженої Перц) та Едварда Джона Пейна, лондонського адвоката, історика та музиканта, колишнього викладача Оксфордського університету. Її мати походила з прусської родини й мала двох видатних дядьків — історика Георга Генріха Перца та письменника Джеймса Джона Гарта Вілкінсона.
Коли Сесилії було чотири роки, її батько помер за невідомих обставин — його тіло знайшли потопленим в каналі.

### Освіта
Пейн почала свою формальну освіту в Вендовері в приватній школі під керівництвом Елізабет Едвардс. Коли Пейн було дванадцять, її родина переїхала в Лондон, щоб сприяти освіті її брата Гамфрі, який згодом став археологом. Спочатку Сесілія навчалася в коледжі Святої Марії в Паддінгтоні, де в неї не було можливості вивчати математику чи природничі науки. 1918 року вона перейшла до жіночої школи Святого Павла, де її вчитель музики Густав Голст заохочував дівчину до музичної кар’єри. Однак Пейн вирішила зосередитися на науці. Наступного року вона виграла стипендію, яка покривала навчання в Ньюнем-коледжі в Кембриджському університеті, де вона почала вивчати фізику та хімію.
Астрономією вона зацікавилась, відвідавши лекцію Артура Еддінгтона, де той детально описував свою експедицію на острів Принсіпі в Гвінейській затоці біля західного узбережжя Африки для спостереження сонячного затемнення 1919 року. Під час затемнення він фотографував зорі поблизу диску Сонця в пошуках гравітаційного лінзування, передбаченого нещодавно опублікованою Ейнштейном загальною теорією відносності. Сесілія говорила про цю лекцію Еддінгтона: «Результатом стала повна трансформація моєї картини світу. [...] Мій світ настільки похитнувся, що я пережила щось дуже схоже на нервовий зрив». Завершивши навчання вона не змогла отримати університетського ступеня, оскільки Кембридж до 1948 року не присвоював ступені жінкам.
Пейн розуміла, що у Великій Британії вона могла стати хіба що вчителькою, тому шукала гранти, які дозволили б їй переїхати до США. Леслі Джон Комрі, астроном Кембриджськоого університету, познайомив її з Гарлоу Шеплі, директором Обсерваторії Гарвардського коледжу. 1923 року Пейн переїхала до США, щоб навчатися в Гарвардському коледжі, завдяки стипендії, заснованій для заохочення жінок до навчання в Гарвардській обсерваторії. Першою лауреаткою цієї стипендії була Аделаїда Еймс в 1922 році, а Пейн стала другою.

### Аспірантура
Шеплі переконав Пейн написати докторську дисертацію, і 1925 року вона стала першою особою, яка здобула ступінь доктора філософії з астрономії в Коледжі Редкліфф Гарвардського університету. Її дипломна робота називалась «Зоряні атмосфери; внесок у спостереження високої температури в реверсивних шарах зір».
Аналізуючи фотопластини в обсерваторії Гарвардського коледжу, Пейн зробила новаторське відкриття, точно пов’язавши спектральні класи зір з їхніми фактичними температурами за допомогою теорії іонізації індійського фізика Мегнада Саха. Вона продемонструвала, що великі відмінності у спостережуваних лініях поглинання зір пояснюються неоднаковим ступенем іонізації за різних температур, а не різністю хімічного складу. Пейн виявила, що кремній, вуглець і кілька поширених металів, які можна побачити в спектрі Сонця, присутні в зорях приблизно в тих саме відносних кількостях, що й на Землі. Це узгоджувалось з популярним у той час переконанням, що зорі мають елементний склад, подібний до земного. Водночас вона встановила, що гелій і водень значно поширеніші в зорях. Це спонукало її зробити висновок, що водень є основним складником зір і найпоширенішим елементом у Всесвіті.
Однак під час розгляду дисертації видатний астроном Генрі Норріс Рассел закликав її не стверджувати, що Сонце складається переважно з водню, оскільки це суперечило консенсусній на той час точці зору, що елементні склади Сонця і Землі подібні. Рассел у статті 1914 року стверджував, що:
|  | Узгодженість сонячного та земного списків [елементів] є такою, що дуже сильно підтверджує думку Ровланда про те, що, якщо температуру земної кори підвищити до температури атмосфери Сонця, це дасть дуже подібний спектр поглинання. Спектри Сонця та інших зір схожі, тому виявляється, що відносна кількість елементів у Всесвіті така ж, як і в земній корі.Оригінальний текст (англ.) The agreement of the solar and terrestrial lists is such as to confirm very strongly Rowland's opinion that, if the Earth's crust should be raised to the temperature of the Sun's atmosphere, it would give a very similar absorption spectrum. The spectra of the Sun and other stars were similar, so it appeared that the relative abundance of elements in the universe was like that in Earth's crust. |

Отже, Рассел вважав результати Пейн хибними:186. Хоча дисертація Пейн містила розрахунки, які підтверджували всі її результати, Пейн погодилася написати у дисертації, що її результати «майже напевно нереальні».
Однак через 4 роки Рассел отримав ті самі результати іншими методами та зрозумів, що Пейн мала рацію, і водень та гелій дійсно є найпоширенішими елементами в Чумацькому Шляху. Публікуючи свої результати в 1929 році, Рассел коротко відзначив попередні роботи Пейн, в тому числі, написавши, що «найважливішим попереднім визначенням кількості елементів астрофізичними засобами є те, яке виконала міс Пейн». Втім, цей результат переважно приписували Расселу, а не Пейн, хоч та дійшла цього висновку на 4 роки раніше.
Майже за 40 років після публікації дисертації Пейн астроном Отто Струве описав її роботу як «найблискучішу з будь-коли написаних докторських дисертацій в астрономії». Сучасні оцінки поширеності водню та гелію в Галактиці Чумацький Шлях становлять ~74% водню та ~24% гелію, що узгоджується з результатами розрахунків Пейн-Гапошкіної 1925 року.

### Наукова кар'єра

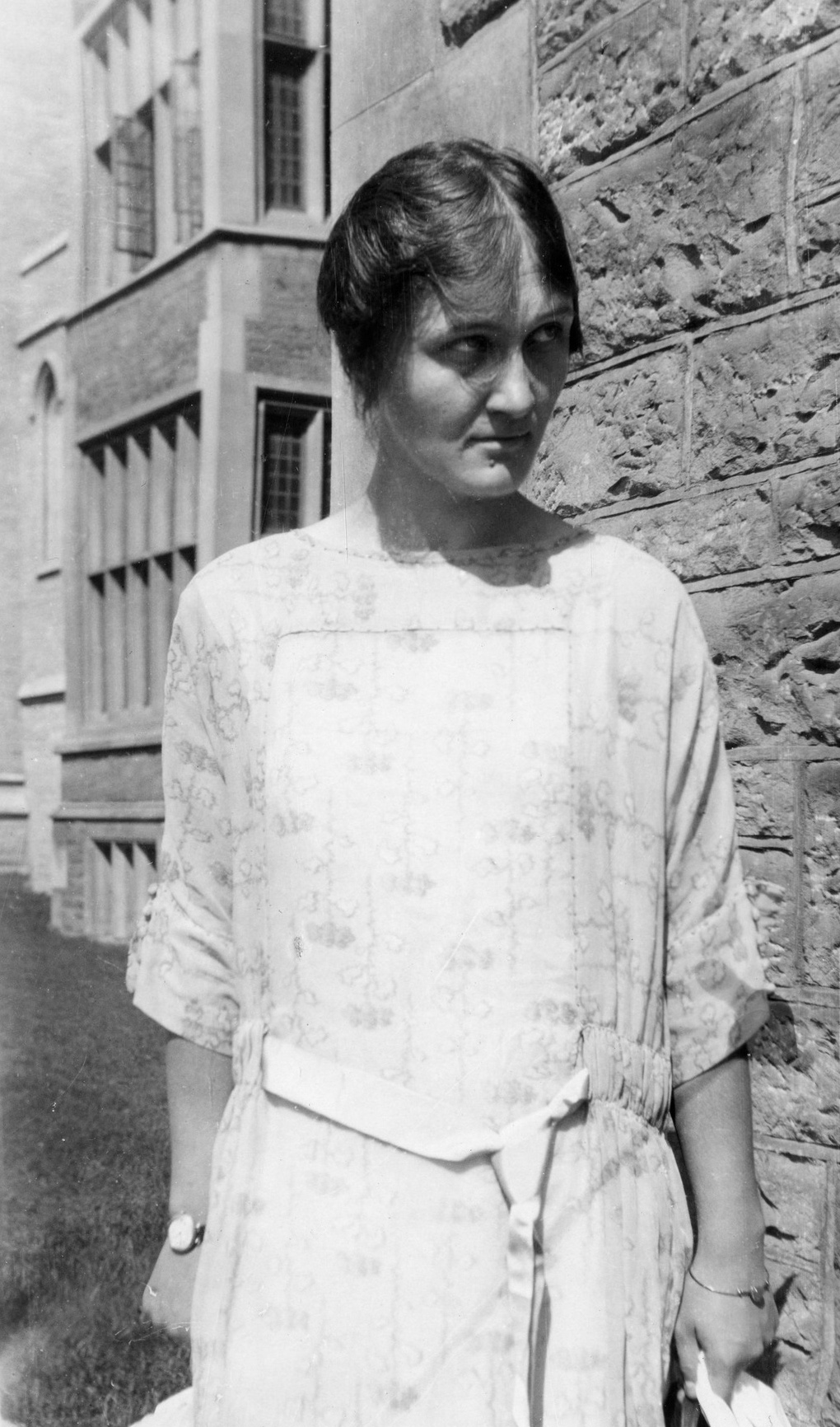
Сесілія Пейн-Гапошкіна

Здобувши 1925 року ступінь доктора філософії, Пейн залишилася в Гарварді до кінця своєї академічної кар'єри. Спочатку жінкам було заборонено ставати професорами в Гарварді, тому вона займалася менш престижною та менш високооплачуваною дослідницькою роботою. Її перші роботи були зосереджені на зорях високої світності з метою визначення структури Чумацького Шляху. Пізніше вона оглянула всі зорі, яскравіші за десяту зоряну величину. Потім вона вивчала змінні зорі, провівши зі своїми помічниками понад 1 250 000 спостережень. Згодом цю роботу було поширено на Магелланові Хмари, що додало ще 2 000 000 спостережень змінних зір. Ці дані допомогли визначити шляхи еволюції зір. Свої висновки вона опублікувала у своїй другій книзі «Зорі високої світності» (1930).
Результатом її роботи стало кілька опублікованих книг, зокрема «Зорі високої світності» (1930), «Змінні зорі» (1938) та «Змінні зорі та структура галактики» (1954). Гарлоу Шеплі, директор обсерваторії Гарвардського коледжу, доклав зусиль, щоб перевести Пейн-Гапошкіну на вищу посаду, і 1938 року їй було присвоєно звання «астроном». На прохання Пейн-Гапошкіної її пізніше перевели на іменну позицію "Філліпсівського астронома". Щоб отримати схвалення цієї посади, Шеплі запевняв університет, що надання Пейн-Гапошкіній цієї посади не зробить її еквівалентом професора, але приватно домігся того, що посаду пізніше було перетворено на професорську посаду як «Філліпсівський професор астрономії»:225. 1943 року Пейн-Гапошкіну обрано членкинею Американської академії мистецтв і наук.
Коли Дональд Мензел став директором обсерваторії Гарвардського коледжу в 1954 році, він намагався підвищити її посаду, і 1956 року вона стала першою жінкою, яка отримала посаду штатного професора факультету мистецтв і наук Гарвардського університету. 1958 року її призначено Філліпсівським професором астрономії. Пізніше, коли її призначили завідувачкою кафедри астрономії, вона стала першою жінкою, яка очолила кафедру в Гарварді.
Серед її учнів були Джозеф Ешбрук, Френк Дрейк, Гарлан Сміт і Пол Годж, які всі стали відомими астрономами. Вона також керувала науковою роботою Гелен Гоґґ, Френка Камені та Оуена Джінгерича.
У 1966 році Пейн-Гапошкіна залишила викладацьку діяльність і згодом стала професором-емеритом Гарварду. Вона продовжувала свої дослідження як співробітниця Смітсонівської астрофізичної обсерваторії, а також протягом десяти років редагувала журнали та книги, видавані Гарвардською обсерваторією. Зокрема, відредагувала та видала лекції Вальтера Бааде під назвою «Еволюція зір і галактик» (1963).

## Значення кар'єри
Кар'єра Пейн-Гапошкіної стала переломним моментом для обсерваторії Гарвардського коледжу. Під керівництвом Гарлоу Шеплі та Е. Дж. Шерідана (якого Пейн-Гапошкіна називала своїм наставником) обсерваторія вже пропонувала жінкам більше можливостей в астрономії, ніж інші установи. Ще на початку століття це проявлялось у наукових досягненнях таких знаменитих астрономок, як Вільяміна Флемінг, Антонія Морі, Енні Джамп Кеннон і Генрієтта Свон Лівітт. Однак саме зі ступенем доктора філософії Сесілії Пейн жінки-астрономки отримали можливість робити такі ж кар'єри в астрономії, як і чоловіки.
Наукова кар'єра Пейн-Гапошкіної надихала інших жінок на заняття астрономією. Наприклад, вона стала взірцем для астрофізикині Джоан Фейнман. Мати й бабуся Фейнман відмовляли її від занять наукою, вважаючи, що жінки фізично не здатні зрозуміти наукові концепції, однак Фейнман повірила у здійсненність своєї мрії про наукову кар'єру, дізнавшись з підручника астрономії про наукові результати Пейн-Гапошкіної.

## Особисте життя
За власними спогадами, Сессілія Пейн під час навчання в школі провела експеримент щодо ефективності молитви, розділивши всі свої іспити на дві групи, молячись за успіх лише в одній, а іншу залишивши контрольною групою. В контрольній групі вона отримала вищі бали:97. Згодом вона стала агностикинею, хоча, за спогадами дочки, відвідувала разом з родиною першу унітарну церкву в Лексінгтоні, викладала там в недільній школі, а також брала активну участь у діяльності квакерів.
У 1931 році Пейн стала громадянкою США, зберігши громадянство Великої Британії.
Під час подорожі Європою в 1933 році вона познайомилася в Німеччині з астрофізиком Сергієм Гапошкіним (1898—1984), уродженцем Євпаторії, колишнім вояком Добровольчої армії, емігрантом з Російської імперії. Сессілія Пейн допомогла йому отримати візу до Сполучених Штатів, де Сергія взяли асистентом в астрономічну обсерваторію Гарвардського коледжу. Сесілія Пейн і Сергій Гапошкін одружилися в березні 1934 року й оселились у місті Лексінгтон у штаті Массачусетс, неподалік від Гарварду. Пейн додала прізвище чоловіка до свого, і у Пейн-Гапошкіних народилися троє дітей — Едуард, Кетрін і Пітер. Кетрін теж стала астрономкою. Ряд подальших наукових робіт Сесилія й Сергій виконали спільно. В той час деякі колеги вважали шлюб науковим «мезальянсом» (маючи на увазі значно більший талант Сесилії порівняно із Сергієм). Втім сучасні дослідники вказують на значні наукові досягнення Сергія в його самостійних роботах і його суттєвий внесок у спільні роботи з Сесилією й навіть описують їхній шлюб як «подвійну систему».
Сесілія Пейн-Гапошкіна померла у своєму будинку в Кембриджі, штат Массачусетс, 7 грудня 1979 року, у віці 79 років. Незадовго до смерті Пейн надрукувала свою автобіографію під назвою «Рука фарбувальника» (The Dyer's Hand). Пізніше книгу було перевидано під назвою «Сесілія Пейн-Гапошкіна: автобіографія та інші спогади» (Cecilia Payne-Gaposchkin: An Autobiography and Other Recollections).

## Нагороди й відзнаки
- Членкиня Королівського астрономічного товариства (1923)[53][54]
- Стала однією із 250 учених, доданих до 4-го видання American Men of Science[en] (1927)[55]
- Перша лауреатка премії Енні Джамп Кеннон з астрономії (1934)[56]
- Членкиня Американського філософського товариства (1936)[53]
- Членкиня Американської академії мистецтв і наук (1943)[53]
- Нагорода за досягнення (Award of Merit) Коледжу Редкліфф (1952)[53]
- Медаль Ріттенхауса від Астрономічного товариства Ріттенхауса при Інституті Франкліна (1961)[57]
- Професор-емерит Гарвардського університету (1967)[53]
- Лекція Генрі Норріса Рассела Американського астрономічного товариства (1976)[53]
- Почесні ступені Ратгерського університету, Вілсон-коледжу[en], Сміт-коледжу, Вестерн-коледжу[en], Колбі-коледжу[en] та Жіночого медичного коледжу Пенсільванії[en][53]

## Пам'ять
На честь Сесілії Пейн-Гапошкіної названо:
- Астероїд 2039 Пейн-Гапошкіна, відкритий у 1974 році[58]
- Медаль і премія Сесілії Пейн-Гапошкіної від Інституту фізики (2008)[59]
- Премія Американського фізичного товариства за докторську дисертацію з астрофізики перейменована на премію Сесілії Пейн-Гапошкіної за докторську дисертацію з астрофізики (2018)[60]
- Один із телескопів ASAS-SN, розміщених у ПАР[61]
- Патера Пейн-Гапошкіна (вулкан) на Венері[62]

## Публікації
Наукові книги:
- The Stars of High Luminosity (1930)[63]
- Variable Stars (1938)[64]
- Variable Stars and Galactic Structure (1954)[65]
- Introduction to Astronomy (1954)[66]
- The Galactic Novae (1957)[67]

Вибрані статті:
- —— (1936), On the Physical Condition of the Supernovae, Proceedings of the National Academy of Sciences, 22 (6): 332—6, Bibcode:1936PNAS...22..332P, doi:10.1073/pnas.22.6.332, JSTOR 86556, PMC 1076773, PMID 16588077
- Whipple, F. L.; —— (1936), On the Bright Line Spectrum of Nova Herculis, Proceedings of the National Academy of Sciences, 22 (4): 195—200, Bibcode:1936PNAS...22..195W, doi:10.1073/pnas.22.4.195, JSTOR 86718, PMC 1076741, PMID 16577695
- —— (1941), Obituary – Annie Jump Cannon, Science, 93 (2419): 443—444, Bibcode:1941Sci....93..443P, doi:10.1126/science.93.2419.443, PMID 17820707, S2CID 42913492
- Payne-Gaposchkin, Cecilia (1 вересня 1963). Novae and Novalike Stars. Annual Review of Astronomy and Astrophysics. 1 (1): 145—148. Bibcode:1963ARA&A...1..145P. doi:10.1146/annurev.aa.01.090163.001045. ISSN 0066-4146.
- Payne-Gaposchkin, Cecilia (1 вересня 1978). The Development of our Knowledge of Variable Stars. Annual Review of Astronomy and Astrophysics. 16 (1): 1—13. Bibcode:1978ARA&A..16....1P. doi:10.1146/annurev.aa.16.090178.000245. ISSN 0066-4146.